# Hypopyra spermatophora
Hypopyra spermatophora là một loài bướm đêm trong họ Erebidae.